# Kubang Gedang
Kubang Gedang is een bestuurslaag in het regentschap Kerinci van de provincie Jambi, Indonesië. Kubang Gedang telt 1263 inwoners (volkstelling 2010).